# 名古屋市立江西小学校
名古屋市立江西小学校（なごやしりつ えにししょうがっこう）は、かつて愛知県名古屋市西区菊井二丁目にあった名古屋市立小学校。

## 沿革
- 1924年（大正13年） - 名古屋市立江西尋常小学校として開校[1]。
- 1941年（昭和16年） - 名古屋市立江西国民学校と改称[1]。
- 1947年（昭和22年） - 名古屋市立江西小学校と改称[1]。
- 1957年（昭和32年） - 校旗制定[1]。
- 2015年（平成27年）3月31日 - 閉校。
  - 4月1日 - 名古屋市立幅下小学校、名古屋市立那古野小学校と統合し名古屋市立なごや小学校となる。
- 2019年（令和元年） - 旧校地にインターナショナルスクールの江西国際学園が開校[2][3]。

## 通学区域
- 名古屋市西区
  - 牛島町[4]
  - 押切一丁目の一部[4]
  - 菊井一丁目・二丁目の各一部（学校所在地）[4]
  - 新道一丁目の一部[4]
  - 浅間二丁目の一部[4]
  - 則武新町三丁目の一部[4]
  - 名駅一丁目の一部[4]
  - 名駅二丁目の一部[4]

## 進学先中学校
- 名古屋市立菊井中学校[4]

## 交通
- 名古屋市営バス「ノリタケの森」停留所下車北東250m[5]
- 名古屋市営バス「菊井町」停留所下車北西500m[5]